# Bo się boi
Bo się boi (ang. Beau is Afraid) – amerykański surrealistyczny komediodramat grozy z 2023 roku w reżyserii Ariego Astera, wyprodukowany przez wytwórnie A24, Access Entertainment i Square Peg. Główne role w filmie zagrali Joaquin Phoenix, Nathan Lane, Amy Ryan, Parker Posey i Patti LuPone.
Film zebrał generalnie pozytywne recenzje od krytyków, ale okazał się finansową klapą, przynosząc jedynie 11 milionów dolarów przychodu z biletów. Za tytułową rolę Phoenix był nominowany do Złotego Globu.

## Opis fabuły
Beau Wasserman - łagodny, lecz pełen paranoicznych myśli mężczyzna, dowiaduje się o nagłej śmierci swojej matki i wyrusza w surrealistyczną podróż do rodzinnego domu, konfrontując się po drodze ze swoimi największymi lękami.

## Obsada
- Joaquin Phoenix jako Beau Wassermann
- Patti LuPone jako Mona Wassermann
- Amy Ryan jako Grace
- Nathan Lane jako Roger
- Kylie Rogers jako Toni
- Denis Ménochet jako Jeeves
- Parker Posey jako Elaine Bray
- Stephen McKinley Henderson jako psychiatra

## Premiera
Wydany przez A24, Bo się boi miał pokaz przedpremierowy w kinie Alamo Drafthouse 1 kwietnia 2023. Ograniczona dystrybucja kinowa w Stanach Zjednoczonych rozpoczęła się 14 kwietnia 2023, a w większej ilości kin pojawił się tydzień później.